# Mistrovství světa ve fotbale žen do 20 let 2006
Mistrovství světa ve fotbale žen do 20 let 2006 bylo třetím ročníkem tohoto turnaje. Věkový limit byl oproti předchozímu ročníku zvýšen na 20 let. Zároveň byl závěrečný turnaj rozšířen na 16 týmů. Vítězem se stala severokorejská ženská fotbalová reprezentace do 20 let.

## Kvalifikace
Na turnaj se kvalifikovaly nejlepší týmy z jednotlivých kontinentálních mistrovství.
| - Afrika (CAF) - Nigérie - DR Kongo - Asie (AFC) - Čína - Severní Korea - Austrálie - Severní, Střední Amerika a Karibik (CONCACAF) - USA - Kanada - Mexiko - Jižní Amerika (CONMEBOL) - Brazílie - Argentina |  | - Evropa (UEFA) - Francie - Německo - Finsko - Švýcarsko - Oceánie (OFC) - Nový Zéland - Hostitel - Rusko |

## Základní skupiny

### Skupina A
| Tým         | B | Z | V | R | P | VG | IG | +/- |
| ----------- | - | - | - | - | - | -- | -- | --- |
| Brazílie    | 5 | 3 | 1 | 2 | 0 | 2  | 0  | +2  |
| Rusko       | 5 | 3 | 1 | 2 | 0 | 4  | 3  | +1  |
| Austrálie   | 4 | 3 | 1 | 1 | 1 | 4  | 3  | +1  |
| Nový Zéland | 1 | 3 | 0 | 1 | 2 | 2  | 6  | −4  |

| 17. srpna 2006 16:00 |          |           |                                                                   |
| Nový Zéland          | 0:3      | Austrálie | Petrovsky Stadium, Petrohrad diváci: 1100 rozhodčí: Gyoengyi Gaal |
|                      | (Report) |           | Petrovsky Stadium, Petrohrad diváci: 1100 rozhodčí: Gyoengyi Gaal |

| 17. srpna 2006 19:00 |          |          |                                                                      |
| Rusko                | 0:0      | Brazílie | Petrovsky Stadium, Petrohrad diváci: 10200 rozhodčí: Jenny Palmqvist |
|                      | (Report) |          | Petrovsky Stadium, Petrohrad diváci: 10200 rozhodčí: Jenny Palmqvist |

| 20. srpna 2006 16:00 |          |           |                                                                    |
| Brazílie             | 2:0      | Austrálie | Petrovsky Stadium, Petrohrad diváci: 700 rozhodčí: Jennifer Bennet |
|                      | {Report} |           | Petrovsky Stadium, Petrohrad diváci: 700 rozhodčí: Jennifer Bennet |

| 20. srpna 2006 19:00 |          |             |                                                                 |
| Rusko                | 3:2      | Nový Zéland | Petrovsky Stadium, Petrohrad diváci: 3400 rozhodčí: Hong Eun-Ah |
|                      | (Report) |             | Petrovsky Stadium, Petrohrad diváci: 3400 rozhodčí: Hong Eun-Ah |

| 23. srpna 2006 16:00 |          |             |                                                                    |
| Brazílie             | 0:0      | Nový Zéland | Podmoskovie Stadium, Ščolkovo diváci: 500 rozhodčí: Shane De Silva |
|                      | (Report) |             | Podmoskovie Stadium, Ščolkovo diváci: 500 rozhodčí: Shane De Silva |

| 23. srpna 2006 16:00 |          |       |                                                               |
| Austrálie            | 1:1      | Rusko | Torpedo Stadium, Moskva diváci: 1000 rozhodčí: Christine Beck |
|                      | (Report) |       | Torpedo Stadium, Moskva diváci: 1000 rozhodčí: Christine Beck |

### Skupina B
| Tým     | B | Z | V | R | P | VG | IG | +/- |
| ------- | - | - | - | - | - | -- | -- | --- |
| Čína    | 9 | 3 | 3 | 0 | 0 | 6  | 1  | +5  |
| Nigérie | 6 | 3 | 2 | 0 | 1 | 11 | 5  | +6  |
| Kanada  | 3 | 3 | 1 | 0 | 2 | 4  | 4  | 0   |
| Finsko  | 0 | 3 | 0 | 0 | 3 | 1  | 12 | −11 |

| 17. srpna 2006 16:00 |          |        |                                                                           |
| Čína                 | 2:1      | Finsko | Podmoskovie Stadium, Ščolkovo diváci: 2000 rozhodčí: Diane Ferreira-James |
|                      | (Report) |        | Podmoskovie Stadium, Ščolkovo diváci: 2000 rozhodčí: Diane Ferreira-James |

| 17. srpna 2006 19:00 |          |        |                                                                    |
| Nigérie              | 3:2      | Kanada | Podmoskovie Stadium, Ščolkovo diváci: 800 rozhodčí: Bentla de Coth |
|                      | (Report) |        | Podmoskovie Stadium, Ščolkovo diváci: 800 rozhodčí: Bentla de Coth |

| 20. srpna 2006 16:00 |          |        |                                                                          |
| Finsko               | 0:2      | Kanada | Podmoskovie Stadium, Ščolkovo diváci: 1200 rozhodčí: Natalie Avdonchenko |
|                      | (Report) |        | Podmoskovie Stadium, Ščolkovo diváci: 1200 rozhodčí: Natalie Avdonchenko |

| 20. srpna 2006 19:00 |          |         |                                                                     |
| Čína                 | 3:0      | Nigérie | Podmoskovie Stadium, Ščolkovo diváci: 2000 rozhodčí: Christine Beck |
|                      | (Report) |         | Podmoskovie Stadium, Ščolkovo diváci: 2000 rozhodčí: Christine Beck |

| 23. srpna 2006 19:00 |          |         |                                                                      |
| Finsko               | 0:8      | Nigérie | Podmoskovie Stadium, Ščolkovo diváci: 400 rozhodčí: Jennifer Bennett |
|                      | (Report) |         | Podmoskovie Stadium, Ščolkovo diváci: 400 rozhodčí: Jennifer Bennett |

| 23. srpna 2006 19:00 |          |      |                                                               |
| Kanada               | 0:1      | Čína | Torpedo Stadium, Moskva diváci: 100 rozhodčí: Claudine Brohet |
|                      | (Report) |      | Torpedo Stadium, Moskva diváci: 100 rozhodčí: Claudine Brohet |

### Skupina C
| Tým           | B | Z | V | R | P | VG | IG | +/- |
| ------------- | - | - | - | - | - | -- | -- | --- |
| Severní Korea | 9 | 3 | 3 | 0 | 0 | 10 | 0  | +10 |
| Německo       | 6 | 2 | 2 | 0 | 1 | 15 | 3  | +12 |
| Mexiko        | 3 | 3 | 1 | 0 | 2 | 5  | 15 | −10 |
| Švýcarsko     | 0 | 3 | 0 | 0 | 3 | 2  | 14 | −12 |

| 18. srpna 2006 16:00 |          |        |                                                            |
| Švýcarsko            | 2:4      | Mexiko | Dynamo Stadium, Moskva diváci: 3500 rozhodčí: Tammy Ogston |
|                      | (Report) |        | Dynamo Stadium, Moskva diváci: 3500 rozhodčí: Tammy Ogston |

| 18. srpna 2006 19:00 |          |         |                                                         |
| Severní Korea        | 2:0      | Německo | Dynamo Stadium, Moskva diváci: 700 rozhodčí: Fatou Gaye |
|                      | (Report) |         | Dynamo Stadium, Moskva diváci: 700 rozhodčí: Fatou Gaye |

| 21. srpna 2006 16:00 |          |         |                                                            |
| Mexiko               | 1:9      | Německo | Dynamo Stadium, Moskva diváci: 500 rozhodčí: Gyoengyi Gaal |
|                      | (Report) |         | Dynamo Stadium, Moskva diváci: 500 rozhodčí: Gyoengyi Gaal |

| 21. srpna 2006 19:00 |          |               |                                                             |
| Švýcarsko            | 0:4      | Severní Korea | Dynamo Stadium, Moskva diváci: 600 rozhodčí: Shane De Silva |
|                      | (Report) |               | Dynamo Stadium, Moskva diváci: 600 rozhodčí: Shane De Silva |

| 24. srpna 2006 16:00 |          |           |                                                                          |
| Německo              | 6:0      | Švýcarsko | Petrovsky Stadium, Petrohrad diváci: 300 rozhodčí: Dianne Ferreira-James |
|                      | (Report) |           | Petrovsky Stadium, Petrohrad diváci: 300 rozhodčí: Dianne Ferreira-James |

| 24. srpna 2006 16:00 |          |               |                                                                  |
| Mexiko               | 0:4      | Severní Korea | Dynamo Stadium, Moskva diváci: 500 rozhodčí: Natalia Avdonchenko |
|                      | (Report) |               | Dynamo Stadium, Moskva diváci: 500 rozhodčí: Natalia Avdonchenko |

### Skupina D
| Tým       | B | Z | V | R | P | VG | IG | +/- |
| --------- | - | - | - | - | - | -- | -- | --- |
| USA       | 9 | 3 | 3 | 0 | 0 | 7  | 2  | +5  |
| Francie   | 6 | 3 | 2 | 0 | 1 | 6  | 1  | +5  |
| Argentina | 3 | 3 | 1 | 0 | 2 | 5  | 9  | −4  |
| DR Kongo  | 0 | 3 | 0 | 0 | 3 | 1  | 7  | −6  |

| 18. srpna 2006 16:00 |          |     |                                                               |
| DR Kongo             | 1:2      | USA | Torpedo Stadium, Moskva diváci: 300 rozhodčí: Claudine Brohet |
|                      | (Report) |     | Torpedo Stadium, Moskva diváci: 300 rozhodčí: Claudine Brohet |

| 18. srpna 2006 19:00 |          |           |                                                              |
| Francie              | 5:0      | Argentina | Torpedo Stadium, Moskva diváci: 250 rozhodčí: Shane de Silva |
|                      | (Report) |           | Torpedo Stadium, Moskva diváci: 250 rozhodčí: Shane de Silva |

| 21. srpna 2006 16:00 |          |           |                                                          |
| USA                  | 4:1      | Argentina | Torpedo Stadium, Moskva diváci: 200 rozhodčí: Fatou Gaye |
|                      | (Report) |           | Torpedo Stadium, Moskva diváci: 200 rozhodčí: Fatou Gaye |

| 21. srpna 2006 19:00 |          |         |                                                            |
| DR Kongo             | 0:1      | Francie | Torpedo Stadium, Moskva diváci: 130 rozhodčí: Tammy Ogston |
|                      | (Report) |         | Torpedo Stadium, Moskva diváci: 130 rozhodčí: Tammy Ogston |

| 24. srpna 2006 19:00 |          |          |                                                                   |
| Argentina            | 4:0      | DR Kongo | Petrovsky Stadium, Petrohrad diváci: 450 rozhodčí: Bentla de Coth |
|                      | (Report) |          | Petrovsky Stadium, Petrohrad diváci: 450 rozhodčí: Bentla de Coth |

| 24. srpna 2006 19:00 |          |         |                                                         |
| USA                  | 1:0      | Francie | Dynamo Stadium,Moskva diváci: 300 rozhodčí: Hong Eun-Ah |
|                      | (Report) |         | Dynamo Stadium,Moskva diváci: 300 rozhodčí: Hong Eun-Ah |

## Play off

### Čtvrtfinále
| 26. srpna 2006 16:00 |          |         |                                                                   |
| Brazílie             | 2:1      | Nigérie | Torpedo Stadium, Moskva diváci: 700 rozhodčí: Natalia Avdonchenko |
|                      | (Report) |         | Torpedo Stadium, Moskva diváci: 700 rozhodčí: Natalia Avdonchenko |

| 26. srpna 2006 19:00 |          |       |                                                               |
| Čína                 | 4:0      | Rusko | Torpedo Stadium, Moskva diváci: 2 000 rozhodčí: Gyoengyi Gaal |
|                      | (Report) |       | Torpedo Stadium, Moskva diváci: 2 000 rozhodčí: Gyoengyi Gaal |

| 27. srpna 2006 16:00 |          |         |                                                                    |
| Severní Korea        | 2:1      | Francie | Petrovsky Stadium, Petrohrad diváci: 550 rozhodčí: Jennifer Bennet |
|                      | (Report) |         | Petrovsky Stadium, Petrohrad diváci: 550 rozhodčí: Jennifer Bennet |

| 27. srpna 2006 19:00 |          |         |                                                                    |
| USA                  | 4:1      | Německo | Petrovsky Stadium, Petrohrad diváci: 750 rozhodčí: Jenny Palmqvist |
|                      | (Report) |         | Petrovsky Stadium, Petrohrad diváci: 750 rozhodčí: Jenny Palmqvist |

### Semifinále
| 31. srpna 2006 16:00 |          |               |                                                                 |
| Brazílie             | 0:1      | Severní Korea | Lokomotiv Stadium, Moskva diváci: 1000 rozhodčí: Christine Beck |
|                      | (Report) |               | Lokomotiv Stadium, Moskva diváci: 1000 rozhodčí: Christine Beck |

| 31. srpna 2006 19:00 |                         |     |                                                               |
| Čína                 | 0:0 (prodl.) (5:4 pen.) | USA | Lokomotiv Stadium, Moskva diváci: 1000 rozhodčí: Tammy Ogston |
|                      | (Report)                |     | Lokomotiv Stadium, Moskva diváci: 1000 rozhodčí: Tammy Ogston |

### O 3. místo
| 3. září 2006 16:00 |                         |     |                                                                   |
| Brazílie           | 0:0 (prodl.) 6:5 (pen.) | USA | Lokomotiv Stadium, Moskva diváci: 7 000 rozhodčí: Jenny Palmqvist |
|                    | (Report)                |     | Lokomotiv Stadium, Moskva diváci: 7 000 rozhodčí: Jenny Palmqvist |

### Finále
| 3. září 2006 19:00 |          |      |                                                                   |
| Severní Korea      | 5:0      | Čína | Lokomotiv Stadium, Moskva diváci: 8 500 rozhodčí: Jennifer Bennet |
|                    | (report) |      | Lokomotiv Stadium, Moskva diváci: 8 500 rozhodčí: Jennifer Bennet |